# Evangelische Kirche Essen-Werden

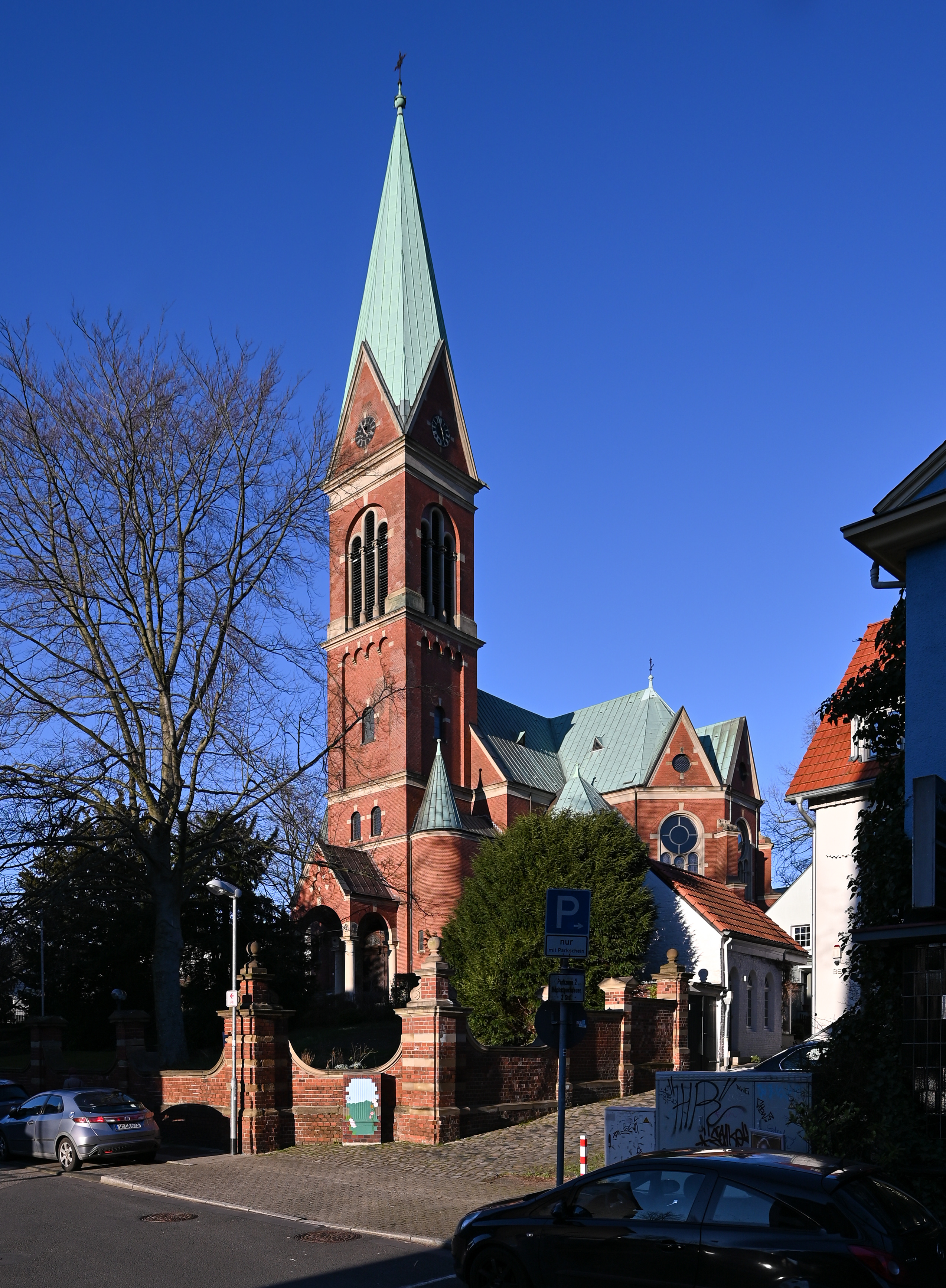
Evangelische Kirche Werden

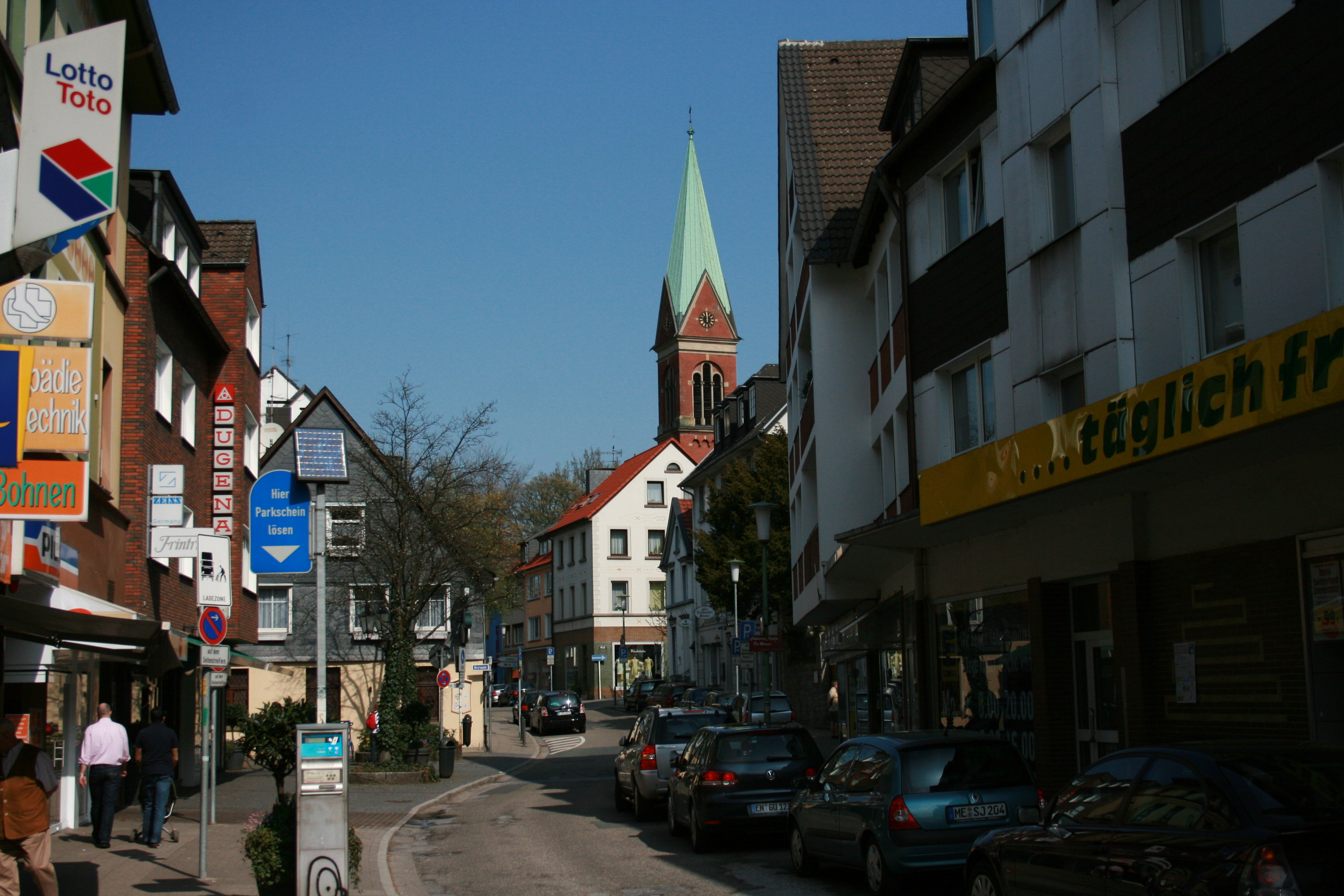
Die Kirche in der Heckstraße

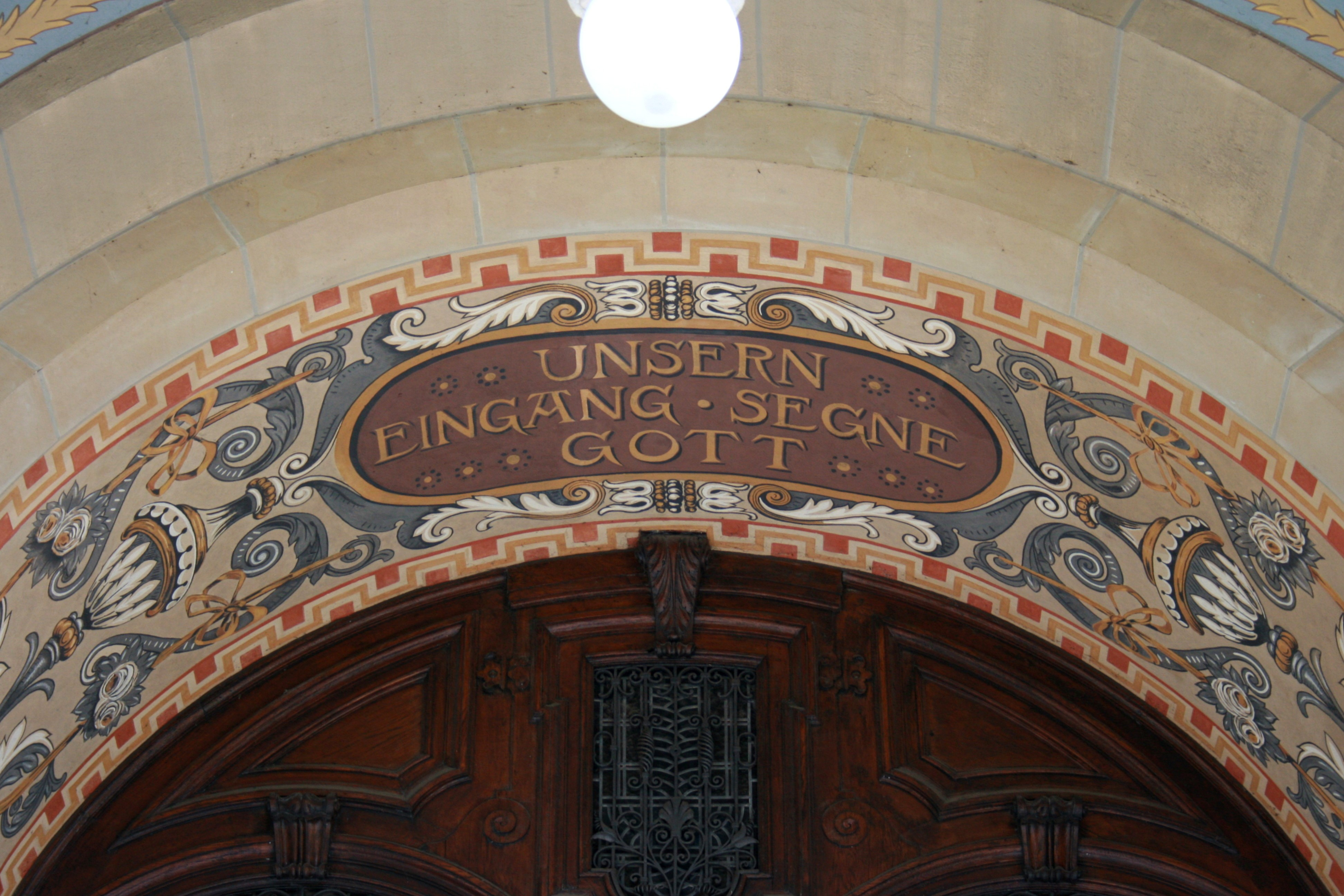
Bemalung am Haupteingang

Die Evangelische Kirche Essen-Werden ist eine Kirche im Essener Stadtteil Werden. Sie gehört zur Gemeinde Werden im Kirchenkreis Essen der Evangelischen Kirche im Rheinland. Eine Besonderheit der Kirche ist die für ein evangelisches Gotteshaus ungewöhnliche Innenraumgestaltung mit reichen floralen Elementen.

## Geschichte
Die erste Erwähnung einer Reformatorischen Aktion in der katholischen Kirche von Werden geht auf den 29. September 1550 zurück, als der Mönch Peter Ullner das Abendmahl in beider Gestalt in der Kirche abhielt. 1650 erhielt die evangelische Gemeinde ein eigenes Bethaus ohne Turm und Geläut. Im Jahr 1832 entstand ein zweites evangelisches Gotteshaus in Werden, das heutige Haus Fuhr.
Nach Baubeginn 1897, auf dem Grund des ehemaligen Kranken- und Waisenhauses, wurde die Kirche am 24. Juni 1900 geweiht. Sie entstand zu einem großen Teil aus den Spenden der Familie Krupp, aber auch der Familien Forstmann, Feulgen, Huffmann und Teschemacher sowie durch viele Einzelspenden der damals wirtschaftlich reichen, selbständigen Stadt Werden.
In der Zeit des Kirchenkampfes während der Zeit des Nationalsozialismus wurde das Presbyterium der Gemeinde von den Deutschen Christen beherrscht. Die Anhänger der Bekennenden Kirche hielten ihre Gottesdienste außerhalb der Kirche ab. Erst 1945 kehrten sie wieder zurück.

## Architektur
Die Architektur von August Senz richtete sich nach der St.-Ludgerus-Kirche. Man wollte ein harmonisches Gesamtbild der Stadt Werden mit ihren Türmen erreichen, und damit der Bedeutung der kleinen, etwa 3600 Mitglieder zählenden, aber reichen evangelischen Gemeinde Rechnung tragen. Ihrem Wunsch entsprechend sollte der Kirchbau ein protestantisches Monument im katholisch geprägten Werden darstellen. So entstand nach August Senz eine Zentralkirche mit modernen Stilelementen in Anlehnung an die deutsche Renaissance der Reformationszeit.
Das mit Tonnengewölben errichtete Gebäude wurde von August Senz im Stil des Historismus entworfen. Der Grundriss weist die Form eines griechischen Kreuzes auf. Dieses Kreuz findet sich auch im Rundfenster über dem Altar wieder. In die Ecken des Grundrisskreuzes wurden kleine Baukörper mit eigenen Dächern gesetzt, die aus der Kreuzform ein Quadrat werden ließen. So entstand die quadratische Halle, die man äußerlich kaum erahnt. Eine dreiseitig umlaufende Empore und Treppenhaustürmchen wurden für den für möglich gehaltenen Gemeindezuwachs auf bis zu 9000 Gemeindeglieder eingerichtet, der sich jedoch nie einstellte.
Heute ist der Unterhalt des Kirchengebäudes schwierig. Die Säulen, Sockel und Gesimse aus Sandstein verwittern, das Ziegelmauerwerk saugte durch die Einschusslöcher des Krieges Feuchtigkeit auf, was Pilzbefall und sich lösenden Putz zufolge hatte. 1975 und 1976 wurden alle Kupferdächer erneuert und damit das Eindringen von Nässe reduziert. In den Jahren zwischen 1987 und 2002 erfuhr das Gebäude umfangreiche Sanierungsarbeiten.

## Ausstattung
Von Beginn an ließ sich die reiche Gemeinde Werdens ein Gestühl aus Eiche auf Parkettboden einrichten. Hinzu kam eine aufwändig gearbeitete Kanzel, Jugendstilverglasung und eine Marmorskulptur am Taufstein. Nach Zerstörungen im Zweiten Weltkrieg wurden teilweise neue einfach Fenster wieder eingesetzt. Im Jahr 1956 wurden die prächtige Innenraumbemalung weiß überstrichen und Stuck abgeschlagen, dem Verdikt von Adolf Loos (1910) entsprechend: „Ornament ist Verbrechen“. In den 1980er Jahren wurde das wieder rückgängig gemacht. Die Wände des Gebäudes werden von Darstellungen von Weizenähren, Lilien und Weinranken geschmückt. In den vier Bogenfeldern der Altarwand werden die Zehn Gebote, ein Palmwedel und eine Krone, das Kreuz vom Berg Golgota und das Evangelium mit Weizenähren, Weintrauben und dem Heiligen Gral dargestellt.
Im Innern der Kirche findet sich ein bemerkenswertes Fenster, das Kirchenkampffenster, das von den ehemaligen Mitgliedern der Bekennenden Gemeinde nach ihrer Rückkehr in die nicht mehr von den Deutschen Christen beherrschte Kirchengemeinde gestiftet wurde. Es enthält den Hinweis auf 1 Tim 6,12 .
1916 erhielt der Turm drei Glocken aus Gussstahl (Bochumer Verein).

### Orgeln

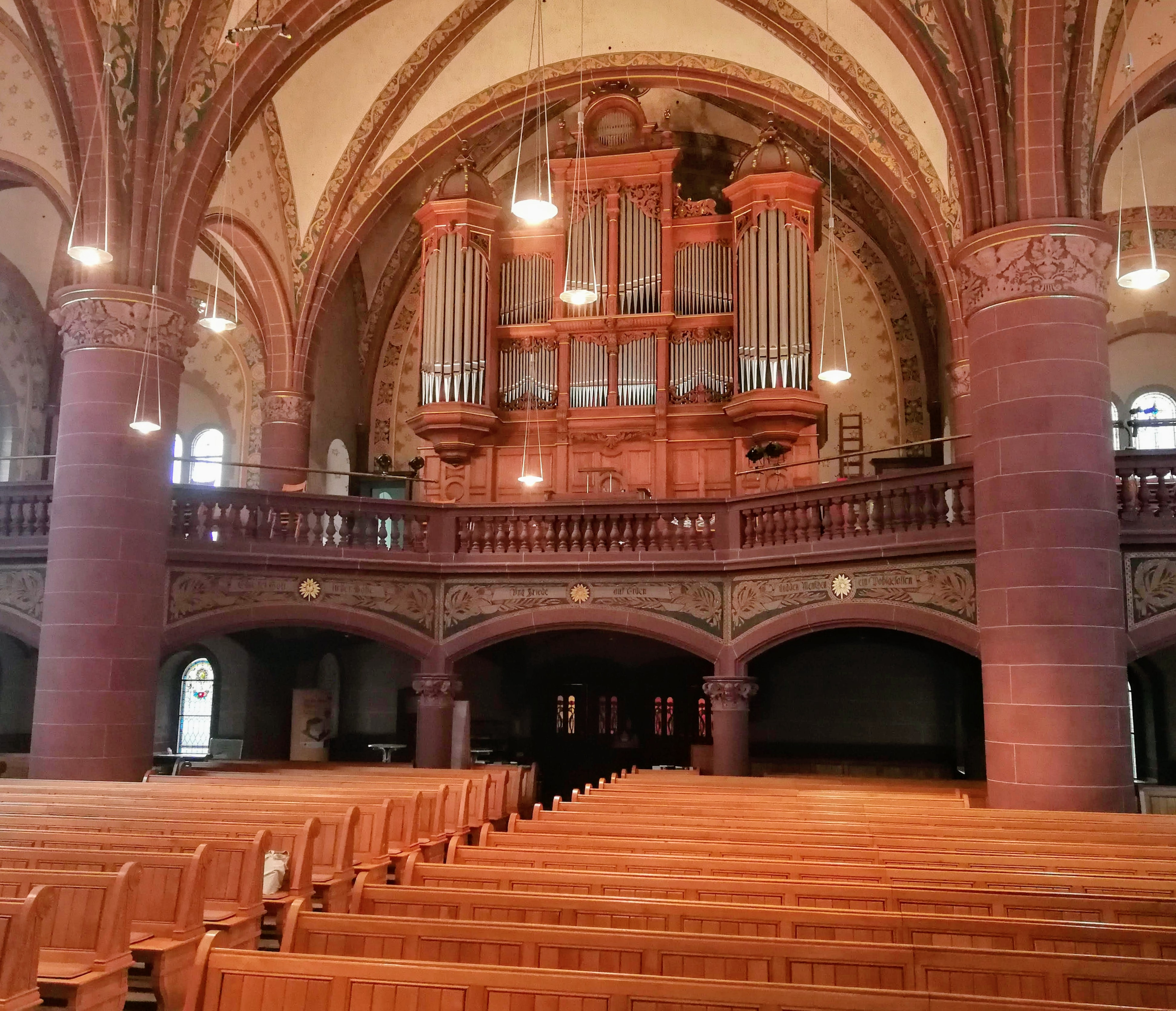
Walcker-Orgel

Die Orgel auf der Empore wurde im Jahre 1900 von der Orgelbaufirma E. F. Walcker (Ludwigsburg) erbaut. Das spätromantisch disponierte und gestimmte Instrument hat 37 Register auf drei Manualen und Pedal. Die Trakturen sind pneumatisch.
| I. Manual      |       |
| Principal      | 16’   |
| Principal      | 8’    |
| Quintatön      | 8’    |
| Doppelflöte    | 8’    |
| Viola di Gamba | 8’    |
| Dolce          | 8’    |
| Octav          | 4'    |
| Rohrflöte      | 4’    |
| Octav          | 2’    |
| Mixtur V       | 2 ⁄3′ |
| Trompete       | 8’    |

| II. Manual       |     |
| Bourdon          | 16’ |
| Flötenprincipal  | 8’  |
| Lieblich Gedeckt | 8’  |
| Concertflöte     | 8’  |
| Salicional       | 8’  |
| Fugara           | 4’  |
| Flauto dolce     | 4’  |
| Cornett III-V    | 8’  |
| Clarinette       | 8’  |

| III. Manual (schwellbar) |    |
| Geigenprinzipal          | 8’ |
| Bourdon                  | 8’ |
| Gemshorn                 | 8’ |
| Aeoline                  | 8’ |
| Voix celeste             | 8’ |
| Prinzipal                | 4’ |
| Traversflöte             | 4’ |
| Piccolo                  | 2’ |
| Cor anglais              | 8’ |

| Pedal         |     |  |  |
| Principalbass | 16’ |  |  |
| Subbass       | 16’ |  |  |
| Gedecktbass   | 16’ |  |  |
| Violonbass    | 16’ |  |  |
| Octavbass     | 8’  |  |  |
| Violoncello   | 8’  |  |  |
| Octav         | 4’  |  |  |
| Posaunenbass  | 16’ |  |  |

- Koppeln: II/I (auch als Suboktavkoppel), III/I, III/II, III/III (Superoktavkoppel), I/P, II/P, III/P, Generalkoppel
- Spielhilfen: drei freie Kombinationen; feste Kombinationen (p, mf, f, tutti – als Tritte gebaut), Registercrescendo

Außerdem steht im Chorraum ein 6-registriges Orgelpositiv von Jacob Engelbert Teschemacher aus dem Jahr 1750.